# Pitcairnia albolutea
Pitcairnia albolutea är en gräsväxtart som beskrevs av Jason Randall Grant. 
Pitcairnia albolutea ingår i släktet Pitcairnia och familjen Bromeliaceae. Artens utbredningsområde är Venezuela. Inga underarter finns listade i Catalogue of Life.